# Кільцевий защільник круглого перерізу

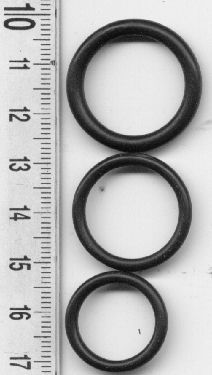
Защільнювальні кільця різних розмірів

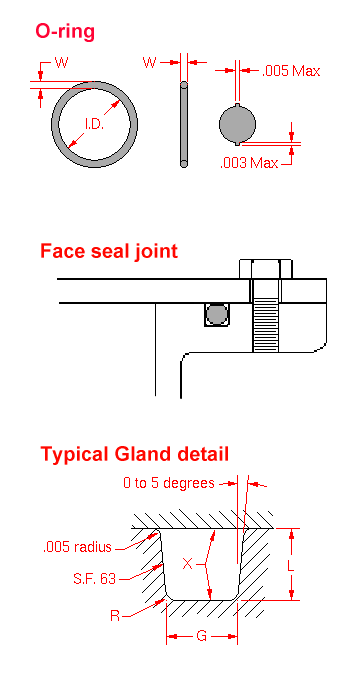
Основні конструктивні особливості встановлення защільників кільцевого типу круглого перерізу

Кільцевий защі́льник кру́глого пере́різу або защі́льнювальне кільце́ (рос. Уплотнительное кольцо круглого сечения, англ. O-ring) — це вид защільника, що має тороподібну форму.

## Використання
Використовується у защільнювачах в гідравлічних, паливних, мастильних та пневматичних пристроях, а саме в регуляторах, клапанах та в інших рухомих і нерухомих з'єднаннях.
Защільнювальні кільця необхідні для підтримання герметичності, в тому числі для захисту від попадання газоподібного чи рідкого середовища всередину. Можуть бути виготовлені з різних видів гуми,  термопласту та інших еластичних матеріалів.

## Технічні параметри
Защільнювальні кільця для гідравлічних і пневматичних пристроїв призначені для роботи за температур від — 60 до +200 °C у залежності від групи гумми і при тисках:
- до 50 МПа — в нерухомих з'єднаннях і до 32 МПа — у рухомих з'єднаннях в мінеральних оливах, рідкому паливі, емульсіях, мастилах, прісній і морській воді;
- до 40 МПа — в нерухомих з'єднаннях і до 10 МПа — в рухомих з'єднаннях у стисненому повітрі.

Швидкість переміщення — до 0,5 м/с для всіх згаданих середовищ.
Кільця виготовляють наступних груп точності: 1 — для нерухомих з'єднань; 2 — для рухомих і нерухомих з'єднань з гуми 9-типів (марок), номер якої вказує на допустимий діапазон температур експлуатації (група 0: −15…+130 °C; група 1: −30…130 °C; група 2: — 50…130 °C; група 3: — 60…130 °C; група 4: — 30…120 °C; група 5: — 20…150 °C; група 6: — 20…200 °C; група 7: — 50…200 °C; група 8: — 40…100 °C).

## Маркування
Приклад умовного позначення кільця з внутрішнім номінальним діаметром 20 мм і діаметром перерізу 3 мм групи точності 2 з гуми групи 4:
Кільце 020-025-30-2-4 ГОСТ 18829—73